# Andrej Arszenyjevics Tarkovszkij
„Ideálom: az ember, aki mindig hű marad önmagához.” – Andrej Tarkovszkij
Andrej Arszenyjevics Tarkovszkij (Андрей Арсеньевич Тарковский) (Zavrazsje falu, Ivanovói ipari terület (ma Kosztromai terület), Szovjetunió, 1932. április 4. – Párizs, 1986. december 29.) BAFTA-díjas orosz származású szovjet filmrendező, forgatókönyvíró; a modern filmművészet korszakos, stílusteremtő alakja.

## Élete
Tarkovszkij édesapja Arszenyij Alekszandrovics Tarkovszkij Jeliszavetgrádban (ma Kropivnickij, Ukrajna) született, – lengyel felmenőktől – költő és műfordító volt. Édesanyja, Marija Ivanovna Visnyakova a Dubaszov nemesi család leszármazottja, a moszkvai Irodalmi Intézetet végezte el, itt végzett Arszenyij Tarkovszkij is.
Andrej hároméves volt, amikor apja elhagyta a családot. Anyjával és húgával egy vidéken bérelt házban laktak, de a második világháború kitörésekor menekülniük kellett. Tizenegy évesen tuberkulózist kapott, és egy évig kórházban ápolták. A gimnáziumban zenét és festészetet tanult, majd 1951-től két évig az arab nyelvet tanulmányozta a Keleti Nyelvek Intézetében. A keleti világszemlélet, azon belül is a taoizmus volt rá akkor nagy hatással.
Később a Bányászati Intézetbe került, de itt sem fejezte be tanulmányait. Két évet töltött Szibériában, egy geológiai expedíció tagjaként, majd Vaszilij Suksin író társaságában. Onnan visszatérve, 1954-ben iratkozott be a Moszkvai Filmfőiskolára, ahol Mihail Iljics Romm osztályába került.
1960-ban megnősült, felesége főiskolai kolléganője, Irma Raus lett.
Karrierje 1962-ben kezdődött, ekkor forgatta az Iván gyermekkora című filmjét, mely rögtön hatalmas nemzetközi sikert aratott: a Velencei Nemzetközi Filmfesztiválon a legjobb rendezésért járó Arany Oroszlán díjat kapta. Filmjét a L'Unità hasábjain Jean-Paul Sartre méltatta. Az Andrej Rubljov (1966) forgatása közben már érték őt atrocitások a szovjet belügyi hatóságoktól, alkotói szabadságáért élete végéig harcolnia kellett. A forgatás alatt ismerkedett meg Larisza Kizilovával, aki második felesége, és az 1970-ben megszületett fia, Andrej édesanyja lett. A filmet csak 1970-ben mutatták be.[forrás?] Ezekben az években forgatókönyveit visszautasították, csak 1972-ben forgathatott újra. A Solaris (1972) ismét hangos nemzetközi sikert aratott, az 1972-es cannes-i filmfesztivál zsűrije Külön Nagydíjjal jutalmazta. A Tükör (1974) című filmje után színházban rendezte meg a Hamletet.
A Sztalker (1979) forgatásakor a hatalom ismét szembehelyezkedett vele. Noha forgatókönyvét és a film németországi forgalmazását egy német filmforgalmazó vállalat előre megvette, a vállalattól a forgatásra küldött jó minőségű negatívot az Állami Filmbizottság mégsem juttatta el Tarkovszkijhoz, hanem azt más készülő filmekre elhasználta. Tarkovszkij így olyan negatívot kapott, melyet nem lehetett Moszkvában előhívni, így az első, csaknem leforgatott film nyersanyaga megsemmisült. Tarkovszkij ennek ellenére újra belekezdett a forgatásba, és 1978. áprilisi infarktusa sem akadályozta meg abban, hogy 1979-re elkészítse a film második variációját, amely – elmondások szerint – jelentősen különbözik az elsőtől.

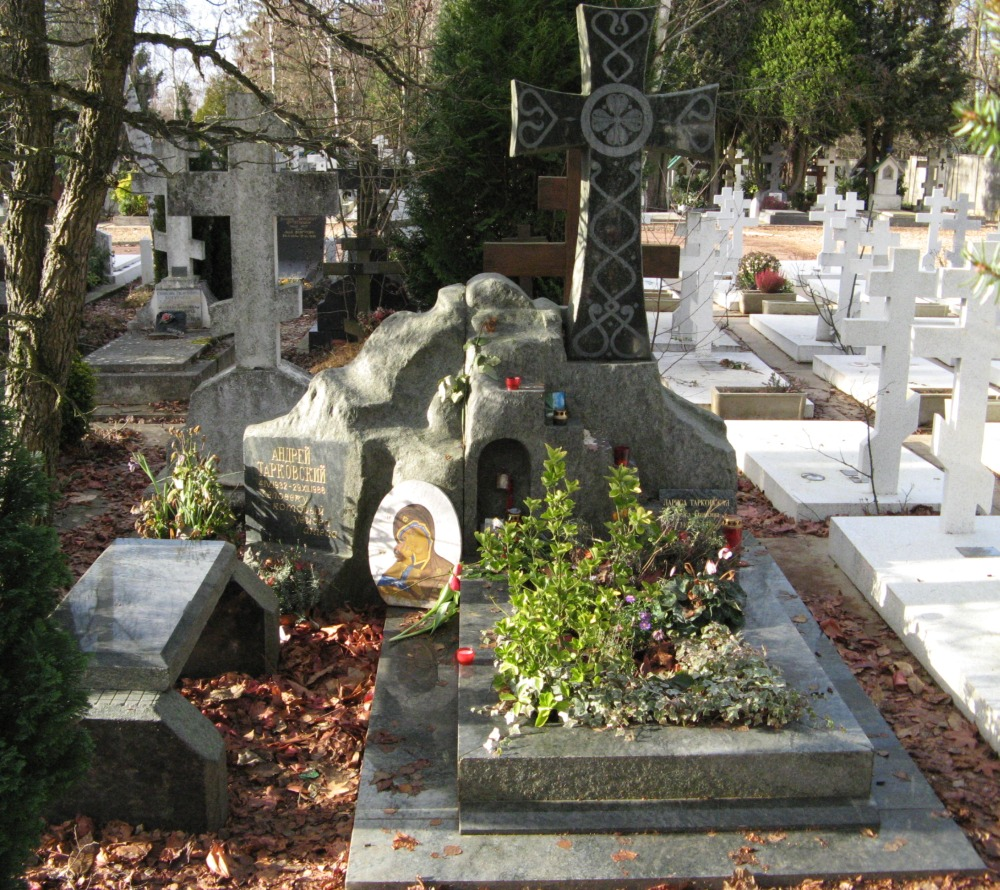
Andrej Tarkovszkij és Larisza Tarkovszkaja sírja a Párizs melletti Sainte-Geneviève-des-Bois temetőjében

1979-ben készítette el a Nosztalgia forgatókönyvét. A filmet már Olaszországban forgatták, és az 1983-as cannes-i filmfesztiválon elnyerte az legjobb rendezés díját. 1983-ban operát rendezett Londonban: a Borisz Godunov-ot. Ekkoriban Olaszországban és Angliában tartott előadásokat. Többéves huzavona után (a szovjet hatóságok nem akarták tartózkodási engedélyét meghosszabbítani) 1984-ben jelentette be, hogy nem tér vissza a Szovjetunióba, fia, Andrej azonban csak 1986-ban mehetett utána. A Svédországban befejezett Áldozathozatal (1986) ismét Külön Nagydíjat nyert Cannes-ban.
Következő filmtervei a Hamlet, az E. T. A. Hoffmann művei alapján készülő Hoffmanniádia, a Szent Antal megkísértése, a Szent János Patmosz szigetén, a Rudolf Steiner művei alapján forgatott Golgota voltak.
Párizsban halt meg, tüdőrákban. Itt temették el, Sainte-Geneviève-des-Bois község orosz temetőjében. Sírján ez a felirat olvasható: „Az embernek, aki meglátta az angyalt”.
Filmjeit áthatják a keleti és nyugati kereszténység és a keleti nagy vallások hatásai. Tarkovszkij művei egyedülállóan koherens módon kapcsolódnak egymáshoz, saját életét, hitét, gondolatait, az orosz kultúra és társadalom, valamint az emberiség jövőjének kérdéseit ábrázolja egyéni stílusban.

## Művei

### Filmek

#### Főiskolás filmek
- 1958: Gyilkosok (Убийцы) főiskolai rövidfilm Hemingway Gyilkosok c. novellája alapján
- 1958: Концентрат főiskolai rövidfilm
- 1959: Ma senki sem utazik el (Сегодня увольнения не будет) főiskolai rövidfilm Teljes film. YouTube
- 1961: Úthenger és hegedű (Каток и скрипка), orosz, színes vizsgafilm, 42 perc (magyar címváltozata: Az én nagy barátom), Teljes film. YouTube

Forgatókönyv: Andrej Tarkovszkij és Andrej Koncsalovszkij
Fényképezte: Vagyim Juszov (Вадим Юсов, Vagyim Juszov)
Szereplők: Igor Fomcsenko (Szása), Vlagyimir Zamanszkij (Szergej), Nyina Arhangelszkaja (a lány), Marina Adzsubej (az anya)

#### Játékfilmek
A művész korántsem minden esetben fejezi ki magát egyszerűen és világosan. Ebből következnek a befogadás természetes nehézségei: önmagáról vagy a létről szóló elbeszélése, elmélkedései olykor nem könnyen érthetők meg. De az emberi kapcsolatok szakadatlan erőfeszítést igényelnek. Erőfeszítés, sőt szenvedélyes vágy nélkül egész egyszerűen lehetetlen megérteni egy másik embert.
- 1962: Iván gyermekkora (Иваново детство)
- 1966: Andrej Rubljov (Андрей Рублёв)
- 1972: Solaris (Солярис)
- 1974: Tükör (Зеркало)
- 1979: Vigyázz, kígyó! (Берегис, змей) (forgatókönyvíró)[12]
- 1979: Sztalker (Сталкер)
- 1983: Nosztalgia (Nostalghia – Ностальгия)

Forgatókönyv: Andrej Tarkovszkij és Tonino Guerra
Fényképezte: Giuseppe Lanci
Zene: C. Debussy, G. Verdi, R. Wagner
Szereplők: Oleg Jankovszkij (Gorcsakov), Domiziana Giordano (Eugenia), Erland Josephson (Domenico), Patrizia Terreno (Gorcsakov felesége)
- 1986: Áldozathozatal (Offret – Жертвоприношение), svéd-francia, színes, 149 perc

Forgatókönyv: Andrej Tarkovszkij
Fényképezte: Sven Nykvist
Zene: J. S. Bach, japán és svéd tradicionális zene
Producer: Katinka Faragó
Szereplők: Erland Josephson (Alexander), Susan Fleetwood (Adelaide), Valérie Mairesse (Julia), Allan Edwall (Otto), Gudrun Gisladottir (Maria), Tommy Kjellqvist (a kis ember), Sven Wollter (Victor), Filippa Franzen (Marta)

### Könyvek magyarul
- Napló; ford. Vári Erzsébet; Osiris, Bp., 2002 (Osiris könyvtár. Film) ISBN 963-389-234-1
- A megörökített idő; ford. Vári Erzsébet; Osiris, Bp., 1998 (Osiris könyvtár. Film) ISBN 963-379-395-5
- szerk.: Zalán Vince: A megragadott idő, Fejezetek a filmesztétikából. Budapest: Múzsák, 233–251. o. (1983). ISBN 963 564 015 3
- Andrej Koncsalovszkij–Andrej Tarkovszkijː Az ikonfestő. Andrej Rubljov; ford. Rab Zsuzsa; Gondolat, Bp., 1972

### Dokumentumfilmek Tarkovszkijról
- 1980: Úton (Tempo di viaggio), olasz, színes, 63 perces dokumentumfilm a Nosztalgia forgatásáról

Forgatókönyvíró: Tonino Guerra
Fényképezte: Luciano Tovoli
Rendező: Tonino Guerra, Andrej Tarkovszkij
- 1988: Rendezte: Andrej Tarkovszkij (Regi Andrej Tarkovskij),[13] svéd, színes, 101 perces dokumentumfilm az Áldozathozatal forgatásáról

Forgatókönyvíró, rendező: Michał Leszczyłowski

## Díjak
- Iván gyermekkora

1962 – Arany Oroszlán – Leone d'oro (Velencei Nemzetközi Filmfesztivál)
1962 – Legjobb rendező – Golden Gate Award (San Francisco Nemzetközi Filmfesztivál)
- Andrej Rubljov

1969 – FIPRESCI-díj – (22. Cannes-i Nemzetközi Filmfesztivál)
1971 – Legjobb külföldi film – Best foreign film (Francia filmkritikusok szövetsége (SFCC))
1973 – Legjobb külföldi film – Jussi (Jussi fesztivál, Finnország)
- Solaris

1972 – Külön Nagydíj – (25. Cannes-i Nemzetközi Filmfesztivál)
- Stalker

1980 – Ökumenikus zsűri díja – (33. Cannes-i Nemzetközi Filmfesztivál)
1983 – Közönségdíj – Audience Jury Awards (Special Mention) (Fantasztikus filmek nemzetközi fesztiválja – Fantasporto, Porto)
- Nosztalgia

1983 – Legjobb rendezés díja (Robert Bressonnal megosztva) – (36. Cannes-i Nemzetközi Filmfesztivál)
1983 – FIPRESCI-díj – (Cannes-i filmfesztivál)
1983 – Ökumenikus zsűri díja – (Cannes-i filmfesztivál)
- Áldozathozatal

1986 – Külön Nagydíj – (39. Cannes-i Nemzetközi Filmfesztivál)
1986 – FIPRESCI-díj – (Cannes-i filmfesztivál)
1986 – Ökumenikus zsűri díja – (Cannes-i filmfesztivál)
1986 – Legjobb művészi hozzájárulás díja – Sven Nyqvist – (Cannes-i filmfesztivál)
1986 – Arany szeg – Espiga de Oro (Semana nemzetközi filmfesztivál. Valladolid (SEMINCI))
1987 – Legjobb film – Bästa film (Guldbaggegalan, svéd filmfesztivál)
1987 – Legjobb férfi főszereplő – Erland Josephson – Bästa manliga huvudroll (Guldbaggegalan, svéd filmfesztivál)
1988 – Legjobb nem angol nyelvű film – Best Foreign Language Film (British Academy of Film and Television Arts Awards (BAFTA)

## Róla mondták
Valóságos csodaként hatott, amikor fölfedeztem Tarkovszkij első filmjeit. Hirtelen egy olyan szoba ajtajában találtam magamat, amelyhez addig nem volt kulcsom, pedig mindenképp be akartam jutni oda, és ahol lám ő milyen otthonosan érzi magát. Ez felbátorított és felajzott: valakinek sikerült kifejezni azt, amit én is akartam régóta, anélkül hogy tudtam volna, hogyan tehetném. Tarkovszkij azért a legnagyobb számomra, mert egy új nyelvet teremtett a filmművészetben, amely a maga sajátos módján lehetővé teszi neki, hogy az életet mint külső látszatot, mint álmot ragadja meg.